# Kelly Karbacz
Kelly Ann Karbacz es una actriz estadounidense nacida en Queens, Nueva York, Nueva York. el 19 de febrero de 1978. Se graduó en la prestigiosa Escuela Secundaria Stuyvesant de Nueva York  y más tarde asistió al Instituto de Teatro Lee Strasberg, que forma parte de la Escuela de Artes Tisch de la Universidad de Nueva York.

## Carrera
Recientemente Kelly desempeñó el papel de "Judy" en la comedia del 2008 Get Smart, protagonizada por Steve Carell, también apareció Law & Order: Criminal Intent, Without a trace, entre otros.

## Filmografía
- Sesame English (52 episodios, 1999) .... Niki
- Law & Order: Special Victims Unit (1 episodio, "Runaway", 2001) .... Jill Foster
- Undeclared (1 episodio, "The Day After", 2002) .... Jane
- Law & Order (1 episodio, "Dazzled", 2002) .... Jenny Snyder
- Rubout (2003) (TV) .... Jennifer
- Regular Joe (5 episodios, "Puppetry of the Pennies", "Time and Punishment", "Boobysitting", "The Mourning After" and "Butt Out Ski", 2003) .... Joanie Binder
- A Tale of Two Pizzas (2003) .... Lisa
- Without a Trace (1 episode, "Gung-Ho", 2004) .... Sara
- First Breath (2004) .... Hannah
- Law & Order: Criminal Intent (1 episode, "Unchained", 2005) .... Renata Virgini
- Queens Supreme (1 episode, "Let's Make a Deal", 2007) .... Ms. Schmidt
- Superagente 86 (2008) .... Judy
- Get Smart's Bruce and Lloyd: Out of Control (2008) (V) .... Judy